# Frédéric Seillière
Pour les autres membres de la famille, voir Famille Seillière.
Frédéric Seillière (Reims, 22 janvier 1839 - Évian-les-Bains, 25 août 1899) est un industriel textile français du XIXe siècle.

## Biographie
Né à Reims en 1839, Frédéric Seillière, ingénieur civil, diplômé de l'École centrale de Paris (promotion 1861), devient un acteur important de l'industriel textile des Vosges en reprenant l'entreprise familiale créée trois générations avant lui pour ensuite tisser des liens avec Charles Mertzdorff, un industriel alsacien. En 1872, cherchant une solution pour son entreprise dans l'Alsace occupée par les Allemands, Charles Mertzdorff entame des pourparlers, par lettre du 26 février, avec Frédéric Seillière et Charles Vincent, propriétaires et dirigeants de la manufacture de Saint-Maurice à Senones, dans les Vosges.
Par ailleurs, Frédéric Seillière est grand ami avec Henri Bardy et lui-même attiré par les beaux-arts et l’histoire plus que par le textile. À la suite de son mariage avec sa fille Nathalie en 1865, Frédéric Seillière devient le gendre du marquis de Laborde, archéologue et homme politique français. Ce mariage lui permet de se retirer en 1874, à l'âge de 35 ans. En septembre 1868, il fait entreprendre des fouilles sous le pavé de la tour de l'église de Senones pour retrouver les restes de dom  Augustin Calmet, abbé de Senones. Il prend des cours de peinture auprès d'Auguste Carliez.
Frédéric Seillière est mort à Évian-les-Bains en 1899 à l'âge de 60 ans.